# ۲٬۳-دی‌متوکسی-۵٬۴-متیلن‌دی‌اکسی‌آمفتامین
۲،۳-دی‌متوکسی-۵،۴-متیلن‌دی‌اکسی‌آمفتامین (به انگلیسی: 2,3-Dimethoxy-4,5-methylenedioxyamphetamine) با فرمول شیمیایی C۱۲H۱۷NO۴ یک ترکیب شیمیایی است. که جرم مولی آن ۲۳۹٫۲۷ g/mol می‌باشد. 